# 이치카와시
이치카와시(일본어: 市川市)는 일본 지바현 북서부에 있는 시이다. 지바시, 후나바시시, 마쓰도시에 이어 지바현에서 4번째로 인구가 많다.
도쿄 도심에서 20km 거리에 있어 현재는 주택 도시로 발전하고 있다. 인구 밀도는 일본 최고 수준이며, 배 산지로도 유명하다.

## 지리
지바현 북서부에 있고 서부는 에도강과 구 에도강을 사이에 두고 도쿄도 에도가와구와 맞닿아 있다. 북부는 마쓰도시, 동부는 후나바시시, 북동부는 가마가야시와 접하고 남부는 우라야스시, 도쿄만과 접한다. 남부는 해발 2m 정도의 평야이고 북부는 해발 20m 정도의 완만한 대지이다. 최고점은 고노다이 거주지, 사토미 공원 내의 30.1m이다. 최저점은 후쿠에 거주지의 0.1m이고 일부에서 해발 0m 지대가 펼쳐진다.

## 역사
조몬 시대인 옛날보다는 더 잘사는 지역이고 시내에는 다수의 패총이 있다. 또 시내에 있는 절에는 데코나라고 하는 절세의 미소녀가 있었다는 전설이 있다.
나라 시대에는 시모사국(下総国)에 속했다. 지바현 북부와 이바라키현 일부의 지방 정부가 설치되었고, 메이지 시대에는 일본 제국 육군의 교육 시설이 설치되었다. 그 부지는 제2차 세계 대전 패전 이후에는 대학교과 고등학교 등이 입지하였다.
- 1934년 11월 3일 - 히가시카쓰시카군 이치카와정, 야와타정, 나카야마정, 고쿠분촌이 합병해 이치카와시가 성립했다.
- 1949년 11월 3일 - 히가시카쓰시카군 오카시와촌을 편입하였다.
- 1955년 3월 31일 - 히가시카쓰시카군 교토쿠정을 편입하였다.
- 1956년 10월 1일 - 히가시카쓰시카군 미나미교토쿠정을 편입하였다.

## 교통

### 철도
- 동일본 여객철도
  - 소부 쾌속선
  - 주오·소부 완행선
  - 무사시노선
  - 게이요선

- 도쿄 메트로
  - 도자이선

- 게이세이 전철
  - 본선

- 도쿄도 교통국(도에이 지하철)
  - 신주쿠선

- 호쿠소 철도
  - 호쿠소선

### 도로
- 고속도로
  - 게이요 도로
  - 수도고속도로 완간선
  - 히가시칸토 자동차도

- 국도
  - 국도 제14호선
  - 국도 제298호선
  - 국도 제357호선
  - 국도 제464호선

## 인구
| 연도 | 인구    | ±%     |
| ---- | ------- | ------ |
| 1920 | 31,676  | —      |
| 1930 | 52,972  | +67.2% |
| 1940 | 75,257  | +42.1% |
| 1950 | 120,565 | +60.2% |
| 1960 | 157,301 | +30.5% |
| 1970 | 261,055 | +66.0% |
| 1980 | 364,244 | +39.5% |
| 1990 | 436,596 | +19.9% |
| 2000 | 448,642 | +2.8%  |
| 2010 | 474,926 | +5.9%  |

## 자매 도시
| 지역 & 국가    | 도시           | 도시           | 도시           |
| -------------- | -------------- | -------------- | -------------- |
| 대한민국       | 강원특별자치도 | 강원특별자치도 | 원주시         |
| 독일           |                | 바이에른주     | 로젠하임       |
| 독일           |                | 바이에른주     | 로젠하임       |
| 미국           | 캘리포니아주   | 캘리포니아주   | 가디나         |
| 인도네시아     | 북수마트라주   | 북수마트라주   | 메단           |
| 중화인민공화국 | 쓰촨성(四川省) | 쓰촨성(四川省) | 러산시(乐山市) |